# ギャラントダンサー
ギャラントダンサー(Echoed Green→Gallant Dancer)とは日本の競走馬である。日本人がアメリカ合衆国で生産した馬で、日本への輸入後は外国産馬として扱われた。おもな勝ち鞍は1977年の朝日杯3歳ステークス。

## 生い立ち
本馬は社台グループがアメリカ合衆国に作ったフォンテンブローファームで生まれた。日本に輸入されるまではEchoed Green（エコードグリーン）と名付けられていた。当時の社台グループはノーザンテーストを嚆矢としてノーザンダンサーの血統を日本に持ち込むことに力を入れていたが、もうひとつ導入に力を注いでいたのがギャラントマンの血統であった。代表的なものがアンバーシャダイらの母である名繁殖牝馬クリアアンバー（母の父がギャラントマン）であるが、父にギャラントマン、母の父にノーザンダンサーを持つ本馬は血統とともにその素晴らしい馬体からもこの上ない期待を掛けられていた。

## 競走生活
1977年10月8日、吉永正人を鞍上に中山競馬第5競走の新馬戦（芝外回りコース1200メートル）でデビュー。好スタートからそのまま他馬を引き離して大きく逃げ、結局2着馬のカジヤラスに1秒7の大差をつけて勝利した。続く300万円以下条件のいちょう特別でも大逃げを打ち、2着馬のシルバーペガサスに7馬身差をつける圧勝だった。3戦目には府中3歳ステークスが予定されていたが、本馬と対戦したくない他馬の陣営がつぎつぎと回避し、出馬投票の結果3頭立てとなったことでレースが取りやめになってしまったため、朝日杯3歳ステークスに向かう。レースでは2コーナー過ぎから先頭を奪い、前半3ハロン34秒5、同じく4ハロン46秒0のラップタイムで後続を引っ張り、最終的にはそれまで4戦4勝の実績を挙げていたタケデンに1馬身半の差をつけてゴールし、関東の3歳王者に輝いた。これは本馬を管理した調教師の松山康久にとっても初の重賞制覇となった。なおこのレースの3着には翌年の東京優駿馬サクラショウリ、同じく4着には翌年の皐月賞馬ファンタストが入っている。
当時の中央競馬では外国産馬である本馬にはクラシック三冠の出走権がなかったことから、陣営は欧州のクラシック競走へ挑戦させることを決め、朝日杯から12日後の12月23日にフランスへ出発した。だが環境の変化からか急激に体調を崩した本馬は、1戦も走ることができないまま帰国。朝日杯からは1年4か月の休養を余儀なくされる。
1979年4月29日に新潟競馬場で行われた谷川岳ステークスでは、天皇賞（春）でシービークロスに騎乗するため京都競馬場に遠征した吉永に代わって増沢末夫が騎乗したが、1着馬のラブリトウショウから0秒4差の6着に終わりデビュー以来初の敗戦を喫した。しかし休み明け2戦目となった東京競馬場でのニュージーランドトロフィー（現在のニュージーランドトロフィーとは異なるオープン特別）で2着馬のインターチャイムに7馬身の差を付け圧勝し、完全復活を印象付けた。
ニュージーランドトロフィーのあと宝塚記念の出走に向けて西下。栗東トレーニングセンターに滞在していたが、5月30日、調教の最中に左第1指骨複骨折を発症。安楽死処分の診断が下されるほどの重症だったが、何とか種牡馬にしたいとの関係者の意向で懸命の治療が行われた。だが、事故から1か月後には右前脚に蹄葉炎を発症。衰弱が著しくなり、8月27日に心不全のため死亡した。

## 評価
- 長期休養明けで臨んだ谷川岳ステークスを含め、出走した5戦すべてで単勝1番人気に支持された。新馬戦といちょう特別の単勝オッズは1.0倍であった。いちょう特別と朝日杯3歳ステークスでは単枠にシードされた。
- 優駿賞最優秀3歳牡馬の選考では、関西の記者からの票を集められず、阪神3歳ステークスの勝ち馬バンブトンコートから差のある次点に終わった[5]。
- 松山厩舎で本馬の調教を付けていた新畑繁は「自分が携わった馬の中で最強だったのはモンテプリンス、それに続くのはミスターシービー、ただその評価はあくまで実績を加味したものであって、絶対能力でいえばギャラントダンサーが1番だったかもしれない。」と語っている。

## 血統表
| ギャラントダンサー(Gallant Dancer)の血統（ボワルセル系 / Mahmoud 3×5=15.63%、Mah Mahal 4×4=12.50%（父内）、Blandford 5×5=6.25%（父内）） | ギャラントダンサー(Gallant Dancer)の血統（ボワルセル系 / Mahmoud 3×5=15.63%、Mah Mahal 4×4=12.50%（父内）、Blandford 5×5=6.25%（父内）） | ギャラントダンサー(Gallant Dancer)の血統（ボワルセル系 / Mahmoud 3×5=15.63%、Mah Mahal 4×4=12.50%（父内）、Blandford 5×5=6.25%（父内）） | （血統表の出典） | （血統表の出典） |
| 父 Gallant Man 1954 鹿毛 イギリス | 父の父Migoli 1944 芦毛 アイルランド | Bois Roussel | Vatout           | Vatout           |
| 父 Gallant Man 1954 鹿毛 イギリス | 父の父Migoli 1944 芦毛 アイルランド | Bois Roussel | Plucky Liege     |                  |
| 父 Gallant Man 1954 鹿毛 イギリス | 父の父Migoli 1944 芦毛 アイルランド | Mah Iran | Bahram           | Bahram           |
| 父 Gallant Man 1954 鹿毛 イギリス | 父の父Migoli 1944 芦毛 アイルランド | Mah Iran | Mah Mahal        |                  |
| 父 Gallant Man 1954 鹿毛 イギリス | 父の母Majideh 1939 栗毛 イギリス | Mahmoud | Blenheim         | Blenheim         |
| 父 Gallant Man 1954 鹿毛 イギリス | 父の母Majideh 1939 栗毛 イギリス | Mahmoud | Mah Mahal        |                  |
| 父 Gallant Man 1954 鹿毛 イギリス | 父の母Majideh 1939 栗毛 イギリス | Qurrat-al-Ain | Buchan           | Buchan           |
| 父 Gallant Man 1954 鹿毛 イギリス | 父の母Majideh 1939 栗毛 イギリス | Qurrat-al-Ain | Harpsichord      |                  |
| 母 *オドリコ Odoriko 1970 鹿毛 アメリカ                                                                                                  | 母の父Northern Dancer 1961 鹿毛 カナダ                                                                                                   | Nearctic | Nearco           | Nearco           |
| 母 *オドリコ Odoriko 1970 鹿毛 アメリカ                                                                                                  | 母の父Northern Dancer 1961 鹿毛 カナダ                                                                                                   | Nearctic | Lady Angela      |                  |
| 母 *オドリコ Odoriko 1970 鹿毛 アメリカ                                                                                                  | 母の父Northern Dancer 1961 鹿毛 カナダ                                                                                                   | Natalma | Native Dancer    | Native Dancer    |
| 母 *オドリコ Odoriko 1970 鹿毛 アメリカ                                                                                                  | 母の父Northern Dancer 1961 鹿毛 カナダ                                                                                                   | Natalma | Almahmoud        |                  |
| 母 *オドリコ Odoriko 1970 鹿毛 アメリカ                                                                                                  | 母の母Royal Babs 1960 アメリカ | Royal Coinage | Eight Thirty     | Eight Thirty     |
| 母 *オドリコ Odoriko 1970 鹿毛 アメリカ                                                                                                  | 母の母Royal Babs 1960 アメリカ | Royal Coinage | Canina           |                  |
| 母 *オドリコ Odoriko 1970 鹿毛 アメリカ                                                                                                  | 母の母Royal Babs 1960 アメリカ | Turkish Belle | My Babu          | My Babu          |
| 母 *オドリコ Odoriko 1970 鹿毛 アメリカ                                                                                                  | 母の母Royal Babs 1960 アメリカ | Turkish Belle | Taveta F-No.13-e |                  |

母のオドリコは1976年に日本に輸入された。甥に1993年の京都記念3着馬のダイイチジョイフル、曽姪孫に2001年の桜花賞2着馬のムーンライトタンゴがいる。